# (22546) Schickler
(22546) Schickler (1998 FK78) – planetoida z pasa głównego asteroid okrążająca Słońce w ciągu 3,4 lat w średniej odległości 2,26 j.a. Odkryta 24 marca 1998 roku.